# A mano a mano
A mano a mano è un famoso brano musicale del cantautore italiano Riccardo Cocciante, scritta insieme a Marco Luberti. È stata pubblicata nel 1978 nel 45 giri A mano a mano/Storie, e poi inserita nello stesso anno nell'album in studio Riccardo Cocciante.
Il brano cantato da Riccardo Cocciante è stato certificato disco d'oro e ha avuto un successo mondiale nonché in Italia.

## Descrizione

### Versione di Rino Gaetano
Nonostante non sia stata scritta da Rino Gaetano, né lui l'abbia cantata per primo, la sua versione è quella di maggiore successo, nonché una delle canzoni di maggiore successo dell'artista, essendo la più ascoltata in assoluto su Spotify sorpassando successi come Gianna e Ma il cielo è sempre più blu. La canzone è stata cantata dal vivo durante una tournée congiunta proprio con l'accompagnamento di Cocciante e del gruppo New Perigeo; mentre Gaetano fa cantare a Cocciante la sua Aida, A mano a mano viene affidata da Cocciante alla voce di Gaetano. Non ci sono versioni in studio della versione cantata da Gaetano; il brano è contenuto nel Q disc live Q Concert. 
Nella sua versione la particella pronominale "ci" riferito al "sembrare più assurdo" viene sostituita da "mi" così come nel ritornello l'avverbio "stammi" riferito al "vicino" che viene sostituito da "torna".
La versione cantata da Rino Gaetano è stata certificata disco di platino.
La versione cantata da Rino Gaetano fa parte della colonna sonora del film Allacciate le cinture diretto da Ferzan Özpetek.
La cover è stata reinterpretata da alcuni ragazzi di varie edizioni del talent show Amici di Maria De Filippi in vari anni.
La versione di Rino Gaetano viene anche citata nel brano Vabbè ciao di Alfa del 2024.

### Altre reinterpretazioni
Il brano è stato reinterpretato da diversi artisti tra cui Alessio Bernabei insieme al duo Benji e Fede durante il Festival di Sanremo 2016 nella serata dedicata alle cover, Emma Marrone, Alice Paba, Andrea Bocelli, Piero Barone, Alessandro Mannarino, Tosca, e i Neri per caso.
Il singolo cantato da Riccardo Cocciante è stato interpretato anche da Virginio Simonelli durante il talent show Amici di Maria De Filippi in onda su Canale 5 con la decima edizione nel 2010-2011.
Nel 2025 è stata interpretata da Achille Lauro insieme ad Elodie al Festival di Sanremo 2025 nella serata dedicata alle cover in un medley insieme a Folle città come omaggio a Roma.